# Little Joe 1B
Little Joe 1B foi um teste do sistema de escape para a capsula Mercury, realizado como parte do Programa Mercury. Esse voo, também transportou um macaco-rhesus fêmea chamada Miss Sam. A missão foi lançada em 21 de janeiro de 1960, a partir de Wallops Island, Virgínia. O Little Joe 1B atingiu 15 km de altitude e uma distância de 18,9 km em direção ao Mar. Miss Sam sobreviveu aos 8 minutos e 35 segundos de voo em bom estado. A capsula foi recuperada por um helicóptero da Marinha e retornou a  Wallops Island em cerca de 45 minutos. A velocidade máxima atingida foi de 3.307 km / h e a aceleração foi de 4,5 g (44 m / s).